# 吳漢超
吳漢超（17世紀—1646年），字許公，本名吳公，字茂叔，宣城人，明朝、南明政治人物。

## 生平
吳漢超是一名諸生，個性剛強有膽量，北京被大順軍隊攻陷時曾和友人湯廷玄招募兵馬救國，不久弘光帝即位，就停止了。南京失守，他憤然說：「天下事就這樣了？」和他人商議保衛寧國，但沒有和應，於是他和數百人到涇縣，與尹民興、趙初浣起兵守城，獲授監軍御史。軍隊潰散，適逢徐朗、項志亨、梅盛林於華陽山聚眾，得知吳漢超在附近，招致禮遇。部眾與王聘徵、方鼎、李贊圖、鍾時升、薛顯吾、潘振蛟、陶昭陽、徐濬、葛綰、鮑先聲、楊璜、吳大眼部下共同收復句容、高淳、溧水、當塗。他說：「我們士兵少，聚眾守城，就無法進攻作戰；應該發散遊兵，令對方疲於奔命，這是伍子胥報復楚國的智慧。」因此他們收復的州縣都不留下士兵守城，然而民心渙散，吳漢超沒有撫定縣民，使事情沒有進展。
隆武二年（1646年）正月四日，吳漢超和徐朗襲擊宣城，晚上沿著南邊登城；同知王家梁命令士兵巷戰。他的部下都是宣城人，只顧自己家居，沒有鬥志，最後軍隊崩潰。清朝軍隊審問俘虜，才知道始知吳漢超是義軍首領，因此包圍他的家，說：「不出來族誅。」其時他已出城，掛慮母親，恐怕連累族人，次日就回來受死。臨死前他仍然不屈服，剖開腹部，發現他的膽長三寸；而妻子戚氏則墮樓死亡。

## 引用
1. 1 2  錢海岳《南明史·卷四十七·列傳第二十三》：吳漢超，字許公，本名𢍚公，字茂叔，宣城人，諸生。強直有膽。北京陷，與其友湯廷玄募兵赴難，安宗立，乃止。
2. ↑  錢海岳《南明史·卷四十七·列傳第二十三》：合王聘徵、方鼎、李贊圖、鍾時升、薛顯吾、潘振蛟、陶昭陽、徐濬、葛綰、鮑先聲、楊璜、吳大眼兵，連復句容、高淳、溧水、當塗。漢超曰：「我兵少，聚而守城，則無以攻戰；我以遊騎四出，使彼疲於策應，此伍員報楚之智也。」以故所復州縣皆不守。然是時民心已渙，漢超復無以撫定之，事愈無成。
3. ↑  錢海岳《南明史·卷四十七·列傳第二十三》：訊俘卒，始知漢超為之主；於是圍其家，令曰：「不出且族。」漢超已出城，念母在，且恐累族人，翌日，乃歸死。臨難不屈膝，剖其腹，膽長三寸。妻戚墜樓死。